# لينا بلتونن بالوتي
لينا بلتونن بالوتي (Leena Peltonen-Palotie؛ هلسنكي، 16 يونيو 1952 - هلسنكي، 11 مارس 2010) عالمة وراثة فنلندية ساهمت في تحديد هوية 15 جينات لأمراض الوراثة الفنلندية مثل، بما في ذلك ارتفاع ضغط الدم الشرياني والفصام وعدم تحمل اللاكتوز والفصال والتصلب اللويحي. كانت تعتبر واحدة من رواد علم الوراثة الجزيئية في العالم.